# Copa del món UCI júnior
La Copa del món UCI júnior era una competició ciclista de categoria júnior creada per la Unió Ciclista Internacional. Es va disputar des del 1993 fins al 2008, i estava formada d'un calendari amb les principals curses reservades a ciclistes de 17 i 18 anys. En cada cursa s'atorgaven una sèrie de punts als ciclistes segons la seva posició final en la cursa i les victòries d'etapa, els quals donaven lloc a una classificació final.
Aquesta competició va ser substituïda per la Copa de les Nacions UCI júnior.

## Principals curses
| Cursa                                       | País          |
| ------------------------------------------- | ------------- |
| Copa del President de la Vila de Grudziądz  | Polònia       |
| Cursa de la Pau júnior                      | Txèquia       |
| Tres dies d'Axel                            | Països Baixos |
| Gran Premi General Patton                   | Luxemburg     |
| Tour de l'Abitibi                           | Canadà        |
| Volta a la Baixa Saxònia júnior             | Alemanya      |
| Lieja-La Gleize                             | Bèlgica       |
| Gran Premi Rüebliland                       | Suïssa        |
| Giro de la Lunigiana                        | Itàlia        |
| Volta a Ístria                              | Croàcia       |
| Campionats del món júnior en ruta           | Rotatiu       |
| Campionats del món júnior en contrarellotge | Rotatiu       |

## Palmarès
- A partir de 1999

| Any  | Vencedor           | Punts | Segon              | Punts | Tercer            | Punts |
| ---- | ------------------ | ----- | ------------------ | ----- | ----------------- | ----- |
| 1999 | Fabian Cancellara  | 196   | Christian Knees    | 155   | Rouslan Kaioumov  | 140   |
| 2000 | Piotr Mazur        | 313   | Marcel Sieberg     | 178   | Jeremy Yates      | 138   |
| 2001 | Jukka Vastaranta   | 358   | Niels Scheuneman   | 270   | Oleksandr Kvachuk | 170   |
| 2002 | Matej Jurčo        | 288   | Thomas Dekker      | 257   | Jukka Vastaranta  | 227   |
| 2003 | Kai Reus           | 336   | Peter Velits       | 272   | Grega Bole        | 231   |
| 2004 | Roman Kreuziger    | 330   | Simon Špilak       | 300   | Blel Kadri        | 140   |
| 2005 | André Steensen     | 399   | Thomas Vedel Kvist | 321   | Sebastian Hans    | 269   |
| 2006 | Niki Ostergaard    | 427   | Marcel Kittel      | 343   | Blaž Jarc         | 331   |
| 2007 | Michał Kwiatkowski | 425   | Yannick Eijssen    | 349   | Dimitri Le Boulch | 326   |